# Lastreopsis squamifera
Lastreopsis squamifera är en träjonväxtart som först beskrevs av Carl Frederik Albert Christensen, och fick sitt nu gällande namn av David Bruce Lellinger. Lastreopsis squamifera ingår i släktet Lastreopsis och familjen Dryopteridaceae. Inga underarter finns listade.